# Aeroportul Dadu
Aeroportul Dadu (IATA: DDU, ICAO: OPZM) este un aeroport din Sindh, Pakistan ce deservește zona Karachi.
aeroportul dispune de o singură pistă.